# Восход (Татарстан)
Восход  — поселок в Лениногорском районе Татарстана. Входит в состав Письмянского сельского поселения.

## География
Находится в юго-восточной части Татарстана на расстоянии приблизительно 4 км на юго-восток по прямой от районного центра города Лениногорск.

## История
Основан в 1922—1923 годах.

## Население
Постоянных жителей было: в 1926 году- 189, в 1938—220, в 1949—169, в 1958—160, в 1970 — 87, в 1979 — 90, в 1989 — 22, в 2002 году 13 (русские 85 %), в 2010 году 12.